# FK Lyn
Pour les articles homonymes, voir Lyn.
Maillots
Lyn Fotball est un club norvégien de football basé à Oslo. Il appartient au club omnisports Ski- og Fotballklubben Lyn et a pris la suite du FK Lyn Oslo, section professionnelle du club, qui a  déposé le bilan en 2010. Reparti en sixième division, il a atteint la deuxième division en 2015. Il a été sacré deux fois champion et a remporté la coupe nationale à huit reprises. Il a joué 32 matches de Coupe d'Europe. Lyn possède également une équipe féminine. Le club évolue au Bislett Stadion, célèbre pour son organisation du meeting d'Oslo (athlétisme).
Lyn est traditionnellement considéré comme représentant les classes supérieures tandis que le rival de l'est de la ville, Vålerenga, représente les classes populaires.

## Historique
Établi en 1896 sous le nom de SFK Lyn Kristiania, Lyn (« foudre » en norvégien) est l'un des plus vieux clubs du pays. Avec le Sport Club Grane et Spring (tous deux disparus), il est l'un des trois membres fondateurs de la fédération norvégienne en 1902. Renommé SFK Lyn Oslo en 1925, année où la capitale norvégienne abandonne son nom de Kristiania, le club joue un rôle majeur dans la construction de l'Ullevaal Stadion, le stade de l'équipe nationale depuis 1927, qu'il a occupé entre 1926 et 2010. 
Lors des Jeux olympiques de 1936, la Norvège remporte la médaille de bronze avec six joueurs du club. L'un d'eux, Jørgen Juve, détient toujours le record de buts marqués en équipe nationale. 
Les années 1960 ont constitué la meilleure période du club. Le club joue sa première coupe d'Europe en 1963 après avoir fini second du championnat, remporte son premier titre de champion en 1964 et réussit le doublé Coupe-championnat en 1968. Il atteint les quarts de finale de la Coupe des Coupes en 1969, mais doit jouer les deux rencontres à l'extérieur face au FC Barcelone en raison des mauvaises conditions atmosphériques régnant sur Oslo. Battu 2-3 lors du premier match, Lyn menait 2-0 à un quart d'heure de la fin du deuxième match avant de concéder le nul 2-2. Curieusement, le club est relégué en deuxième division la même année. Par la suite, il connaît l'instabilité entre la première, la deuxième et la troisième divisions et ne restant jamais plus de trois saisons consécutives en D1. Il change à nouveau de nom en 1994 (FK Lyn Oslo) et en 2005 (FC Lyn Oslo). 
Dans les années 2000, le club est racheté par un homme d'affaires qui entend ramener la gloire passée, mais malgré la vente du Nigérian John Obi Mikel à Chelsea, l'endettement atteint des sommets et le 30 juin 2010, la section professionnelle dépose le bilan et disparaît. 
Avec le soutien d'un groupe de supporters, la section amateur prend la suite sous le nom de Lyn Fotball et termine la saison 2010 en Division 6 (septième niveau). En 2011, le club est replacé en Division 4 (niveau 5) et monte immédiatement en Division 3. En 2012, il monte en Division 2, le troisième niveau du football norvégien, où il évolue jusqu'à sa relégation à la fin de la saison 2015, à la suite d'une entame désastreuse. Bien que l'équipe se revitalise en mi-saison, ce qui entraine une fin de saison garnie de victoires, Lyn n'attrapera jamais les écarts, et se voit relégué à cause de sa différence de buts défavorable.

## Bilan sportif

### Palmarès
- Championnat de Norvège (2)
  - Champion : 1964 et 1968.
  - Vice-champion : 1938, 1963, 1965 et 1971.

- Coupe de Norvège (8)
  - Vainqueur : 1908, 1909, 1910, 1911, 1945, 1946, 1967, 1968
  - Finaliste : 1923, 1928, 1966, 1970, 1994, 2004

### Bilan européen
Note : dans les résultats ci-dessous, le score du club est toujours donné en premier.
| Saison    | Compétition                | Tour                | Club              | Domicile | Extérieur | Total  |
| --------- | -------------------------- | ------------------- | ----------------- | -------- | --------- | ------ |
| 1963-1964 | Coupe des clubs champions  | Tour préliminaire   | Borussia Dortmund | 2 - 4    | 1 - 3     | 3 - 7  |
| 1964-1965 | Coupe des clubs champions  | Tour préliminaire   | Reipas Lahti      | 3 - 0    | 1 - 2     | 4 - 2  |
| 1964-1965 | Coupe des clubs champions  | Seizièmes de finale | DWS Amsterdam     | 1 - 3    | 0 - 5     | 1 - 8  |
| 1965-1966 | Coupe des clubs champions  | Tour préliminaire   | Derry City        | 5 - 3    | 1 - 5     | 6 - 8  |
| 1967-1968 | Coupe des villes de foires | 32es de finale      | Bologne FC        | 0 - 0    | 0 - 2     | 0 - 2  |
| 1968-1969 | Coupe des coupes           | Seizièmes de finale | Altay SK          | 4 - 1    | 1 - 3     | 5 - 4  |
| 1968-1969 | Coupe des coupes           | Huitièmes de finale | IFK Norrköping    | 2 - 0    | 2 - 3     | 4 - 3  |
| 1968-1969 | Coupe des coupes           | Quarts de finale    | FC Barcelone      | 2 - 2    | 2 - 3     | 4 - 5  |
| 1969-1970 | Coupe des clubs champions  | Seizièmes de finale | Leeds United      | 0 - 6    | 0 - 10    | 0 - 16 |
| 1971-1972 | Coupe des coupes           | Seizièmes de finale | Sporting Portugal | 0 - 3    | 0 - 4     | 0 - 7  |
| 1972-1973 | Coupe UEFA                 | 32es de finale      | Tottenham Hotspur | 3 - 6    | 0 - 6     | 3 - 12 |
| 2003-2004 | Coupe UEFA                 | Tour préliminaire   | NSÍ Runavík       | 6 - 0    | 3 - 1     | 9 - 1  |
| 2003-2004 | Coupe UEFA                 | 64es de finale      | PAOK Salonique    | 0 - 3    | 1 - 0     | 1 - 3  |
| 2006-2007 | Coupe UEFA                 | Premier tour Q      | Flora Tallinn     | 1 - 1    | 0 - 0     | 1 - 1E |

Légende
- Victoire ou qualification pour le tour suivant
- Match nul
- Défaite ou élimination de la compétition

## Anciens joueurs
- Arne Brustad
- Hassan El-Fakiri
- Øivind Holmsen
- Ronny Johnsen
- Jørgen Juve
- John Obi Mikel
- Ole Stavrum